# Hallelujah, I Love Her So
Hallelujah, I Love Her So – piosenka amerykańskiego autorstwa Raya Charlesa, który jako pierwszy ją nagrał. Utwór wydany został na singlu w roku 1956.
Utwór uplasował się na miejscu piątym listy Billboard R&B/Hip-Hop Songs, osiągając tym samym niespodziewanie duży sukces. Piosenka stała się jednym z pierwszych hitów w karierze początkującego wówczas Charlesa.
W 2011 roku cover nagrał aktor i muzyk Hugh Laurie. Utwór znalazł się na jego albumie Let Them Talk.